# Niccolò Andria
(N. Andria, Osservazioni generali sulla teoria della vita, 1804)
Francesco Nicola Maria Andria (Massafra, 10 settembre 1747 – Napoli, 9 dicembre 1814) è stato un medico e filosofo italiano.

## Biografia
Francesco Nicola Maria Andria nacque a Massafra (odierna provincia di Taranto), il 10 settembre 1747 e morì a Napoli, dove visse fin al 1814. Tre anni dopo la sua morte il suo nome apparve nella Biografia degli uomini illustri del Regno di Napoli il suo primo profilo bio-bibliografico a cura di Gennaro Terracina. Studiò nella città partenopea giurisprudenza, pubblicando nel 1769 un Discorso politico sulla servitù. Decise, poi, di proseguire i suoi studi applicandosi alla medicina. Allievo di Domenico Cotugno e Giuseppe Vairo, a soli 23 anni aprì a Napoli una scuola privata; a 27 concorse con il Cirillo per l'ottenimento della cattedra di medicina pratica, poi conferita a quest'ultimo.
La sua attività di cattedratico, svoltasi tra Sette e Ottocento, nel contesto di un particolare periodo storico, fu principalmente di ricerca e didattica presso l'Università Regia degli Studi di Napoli, dove ricoprì vari insegnamenti dalla storia naturale, alla medicina teoretica e pratica, all'agricoltura.
Pubblicò diverse opere ad uso degli studenti di medicina ed apprezzate altresì in varie parti d'Europa.
Nel 1808 Nicola Andria prese a dettare lezioni di medicina teoretica; nel 1811, di patologia e di nosologia. Malato ed ormai cieco, fu congedato agli inizi del 1814, insignito del titolo di cavaliere da Gioacchino Murat (cognato di Napoleone), e il 9 dicembre morì di tifo a Napoli, dove fu seppellito nella chiesa di Santa Sofia, insieme al collega Antonio Sementini.
Nicola Andria ha subìto per più di un secolo una "congiura filosofica" perché medico e perché di Massafra, da cui gli epiteti spesso riferiti, nei pochi profili apparsi, alle sue origini provinciali; tuttavia, egli fu decano a Napoli ed ebbe amicizia e consuetudine epistolare con i nomi più noti ed importanti del panorama scientifico europeo dell'epoca. Non esistono studi sull'autore, eccezion fatta per alcuni contributi arenatisi agli anni ottanta del secolo scorso. Nicola Andria fu socio fondatore e membro del Real Istituto d'Incoraggiamento e del Comitato Centrale di Vaccinazione, oltreché di molte altre Accademie italiane ed estere.
A Massafra, città natale del medico filosofo, com'egli stesso si definisce, portano il suo nome ben tre vie (Via Niccolò [sic] Andria, Lungovalle Niccolò [sic] Andria e Vico Casa di Niccolò [sic] Andria) e una Scuola Media.
Il 10 settembre 1997, in occasione del 250º anniversario della nascita, a Massafra è stato fatto un annullo filatelico speciale e una cartolina commemorativa.

## Pensiero
(N. Andria, Osservazioni generali sulla teoria della vita, 1804)
Il contesto storico in cui Andria vive fa da “cerniera” ai due secoli più importanti della storia della scienza e della civiltà: il Settecento e l'Ottocento hanno “gestato” l'umanità contemporanea, provocato le guerre e portato l'uomo sulla Luna.
Andria vive a Napoli, per certi versi quasi “fulcro” e “convoglio” delle principali idee e scoperte dell'epoca; la sua particolare sensibilità di scienziato di formazione filosofica lo porta ad assorbirne il carattere rivoluzionario e ad “anticipare” i tempi. La sua condizione di provinciale in-urbato, tuttavia, lo “veste” di una semplicità ed umiltà di cuore, la quale si esprime nelle lodi del creato e dell'uomo, «congegni perfettissimi» di straordinaria bellezza.
Oggi, questo significa “ri-orientare” la ricerca scientifica verso un fine che non sia l'“utile” economico (politico, militare), ma ricerca del vero e del bello nella tutela e nella salvaguardia di tutta l'umanità.
Dagli anni cinquanta dell'Ottocento la circolazione delle idee andriane (di “freno vitalistico” al meccanicismo più sterile) si arena sulla sponda di un “nuovo lido”: quel meccanicismo biologico che dell'anima e del pensiero ha fatto solo un aggregato chimico di molecole. L'eco dell'appello di Nicola Andria, così instancabilmente perpetrato, in ricerca come in didattica, si perde; si perde alle soglie di una svolta importante, la stessa che avrebbe prodotto la Grande Guerra, il delirio dei nazionalismi, la credenza che debba sopravvivere il più abominevole degli uomini, dove “fortezza” vale essenzialmente in-umanità, dis-umanità, non-umanità.
(B. Vulpes, in N. Andria, Elementi di Chimica Filosofica, 1813)

## Opere
1. Discorso politico sulla servitù, Napoli, D. Campo, (1769);
2. Piano di un corso di chimica pratica, Napoli, s. n. t., (1773);
3. Trattato delle acque minerali', Napoli, V. Manfredi, (1775, 1783);
4. Lettera sull'aria fissa, Napoli, s. n. t., (1776);
5. Elementi di Chimica Filosofica, Napoli, V. Manfredi, (1788, 1792, 1803, 1812, 1813, 1816);
6. Elementi di Fisiologia, Napoli, V. Manfredi, (1788, 1801);
7. Materia Medica, Napoli, V. Manfredi, (1788, 1811, 1815, 1817);
8. Elementi di Medicina Teoretica, Napoli, V. Manfredi, (1788, 1814, 1817);
9. Istituzioni di Medicina Pratica, Napoli, V. Manfredi, (1790, 1807, 1812, 1816);
10. Prospetto generale dell'istituzione di agricoltura, in Elementi di Chimica Filosofica (1803);
11. Osservazioni generali sulla teoria della vita, Napoli, V. Manfredi, (1804, 1805);
12. Observations generales sur la théorie de la vie, Parigi, Giguet et Michaud, (1805);
13. Riflessioni su di un caso singolarissimo di gravidanza fuori dell'utero, in Osservazioni generali sulla teoria della vita (1805), in Elementi di Medicina (1814).